# Австралійський військовий меморіал
Австралійський воєнний меморіал (англ. Australian War Memorial) — національний меморіал Австралії всім військовослужбовцям та обслуговчому персоналу Сил оборони Австралії, загиблим або брали участь у всіх війнах, які вів Австралійський Союз. Меморіал включає в себе великий національний військовий музей. Австралійський військовий меморіал був відкритий в 1941 році і вважається одним з найбільш значних меморіалів цього типу в світі.
Меморіал знаходиться в столиці Австралії Канберрі, на північній частині церемоніальною осі, яка тягнеться від Будинку Парламенту на Капітолійському Пагорбі на північний схід. Ці два пункту не з'єднані дорогою, але з балкона Будинку Парламенту на Військовий меморіал і з вхідних сходів Меморіалу назад на Будинок Парламенту відкривається чітко видима лінія.
Австралійський військовий меморіал складається з трьох частин: Меморіальної зони, включаючи Зал пам'яті з Могилою невідомого австралійського солдата, Меморіальних галерей (музей) і Дослідницького центру. Меморіал також включає відкритий Сад скульптур. Меморіал відкритий щодня з 10:00 до 17:00, за винятком Різдва.
Багато хто вважає бульвар Анзак частиною Австралійського військового меморіалу через схожість дизайну, проте Анзак міститься окремо владою національної столиці  .

## Історія

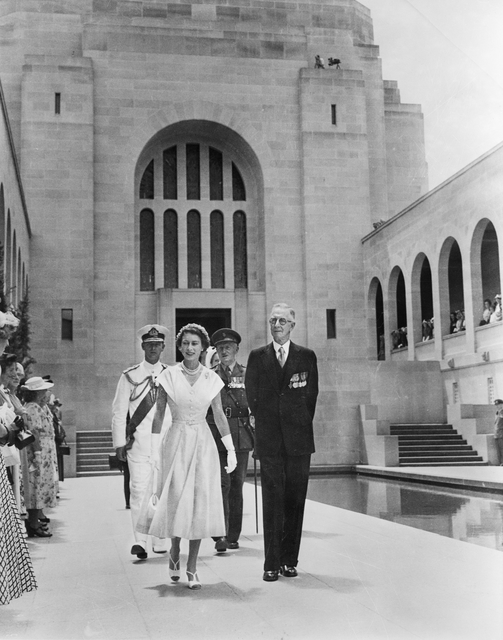
Єлизавета II, Королева Австралії, оглядає Військовий меморіал в супроводі Чарльза Біна і герцога Единбурзького (ззаду у військовій формі), 16 лютого 1954 року

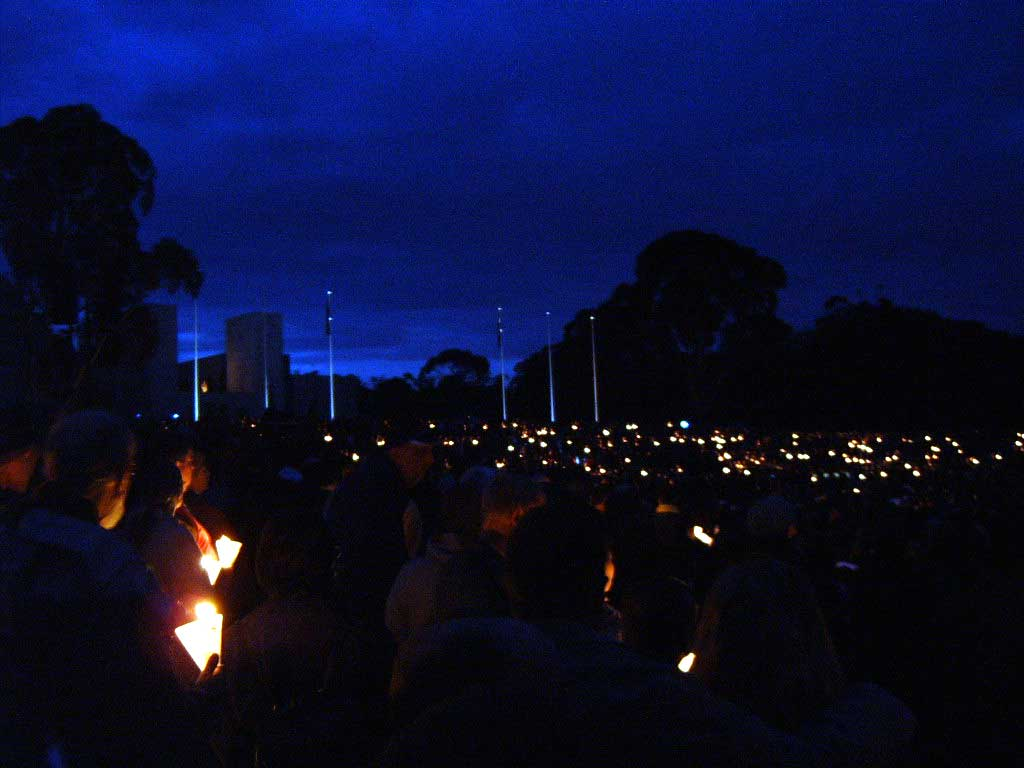
Вечірня служба в Австралійському військовому меморіалі в День АНЗАК 25 квітня 2005 року, 90-а річниця

Чарльз Бін, офіційний австралійський історик Першої світової війни, вперше задумався про меморіалі австралійським солдатам спостерігаючи битви 1916 року у Франції. Австралійський відділ військових документів був заснований в травні 1917 року з метою забезпечення схоронності документів, пов'язаних з поточною війною. Документи і реліквії виставлялися спочатку в Мельбурні, а пізніше в Канберрі.
Проведений у 1927 рокові конкурс на архітектурний проект Меморіалу не виявив переможця. Однак, двом учасникам було запропоноване представити сумісний проект. Обмежений бюджет і наслідки депресії затримали будівництво.
Будівля Меморіалу було побудовано в 1941 році, після початку Другої світової війни. Воно було офіційно відкрито після церемонії Дня пам'яті 11 листопада 1941 року генерал-губернатором Олександром Хоурі-Ратвеном, який сам був солдатом, а його нагороди включають Хрест Вікторії. Після 1940-х років музейна колекція поповнювалася експонатами, пов'язаними з пам'яттю про участь Австралії в інших, більш пізніх конфліктах.
Директора Меморіалу:
- Генрі Галлетті (серпень 1919 - травень 1920)
- майор Джон Трелоар (1920-1952)
- майор Макграф (1952-1966)
- Ланкастер (1966-1974)
- Фланаган (1975-1982)
- Флеммінг (1982-1987)
- Пірсон (1987-1990)
- Келсон (1990-1994)
- генерал-майор Стів Гоуер (1996 - теперішній час)

## Дорога Пам'яті
Природний парк Пам'яті, розташований позаду Військового меморіалу, є Канберрской вокзалом Дороги Пам'яті - системи парків, природних об'єктів і придорожніх зупинок між Сіднеєм і Канберрою в пам'ять про 24 ветеранів, які отримали Хрест Вікторії в ході Другої світової війни і війни у В'єтнамі .

## Бульвар АНЗАК
Бульвар АНЗАК - короткий широкий бульвар, названий на честь солдатів Австралійського і Новозеландського армійського корпусу. Він тягнеться від північного берега озера Берлі Гріффін до підніжжя Меморіалу уздовж видимої лінії, що йде від Будинку Парламенту. Бульвар розділяє райони Кемпбелл і Рід, і по ньому йдуть інтенсивні транспортні потоки між північно-східними районами Канберри (Діксон та інші) і мостом Кінгс Авеню.
Уздовж кожного боку бульвару розташований ряд монументів на згадку про окремі військових кампаніях або армійських підрозділах, наприклад війни у В'єтнамі і австралійських військових медичних сестер. Монументи в основному являють собою скульптури, виконані в різних художніх стилях, від реалізму до модерну.
На початку бульвару, біля озера, встановлено дві скульптури у формі гігантських кошиків, подаровані Меморіалу Новою Зеландією. Ці дві скульптури присвячені Австралії і Нової Зеландії. Їх композиція навіяна прислів'ям маорі Mau tena kiwai o te kete, maku tenei, «Кожен з нас тримає корзину», і символізує тривалу традицію співпраці і загальну близькість двох країн Співдружності.
Символічні асоціації двох націй продовжені в рослинності, що прикрашає бульвар АНЗАК. Посередині бульвару висаджена довга лінія новозеландського чагарнику хебе, а позаду кожного з двох рядів скульптур розташовані вузькі смуги австралійських евкаліптів. Позаду дерев паралельно бульвару йдуть вузькі вулиці, що відокремлюють його від кварталів житлових будинків. Влітку звук цикад, що живуть в евкаліпта, чути за кілька кварталів від бульвару.

## Меморіальна зона

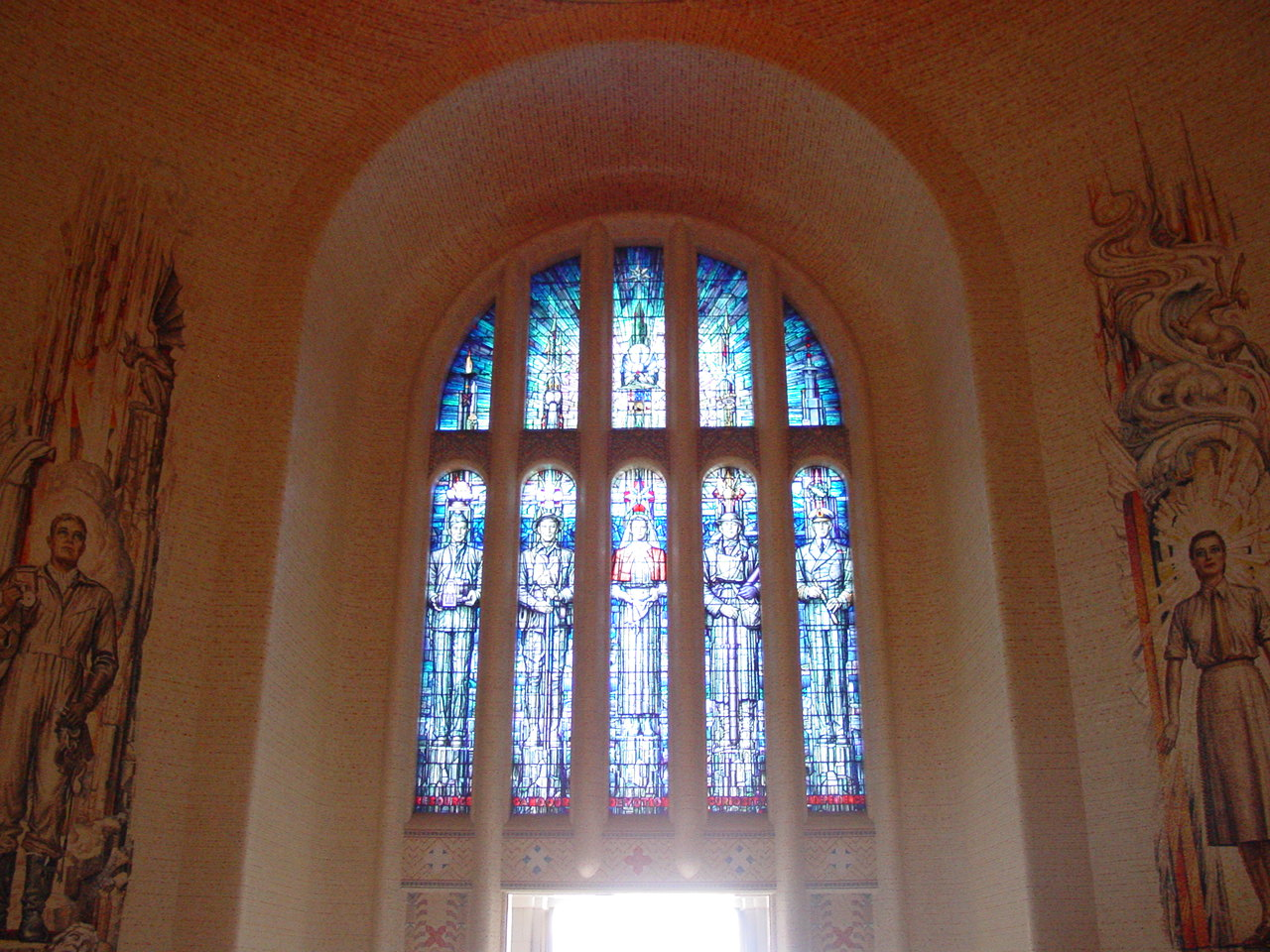
Вхід у Зал пам'яті, вид зсередини

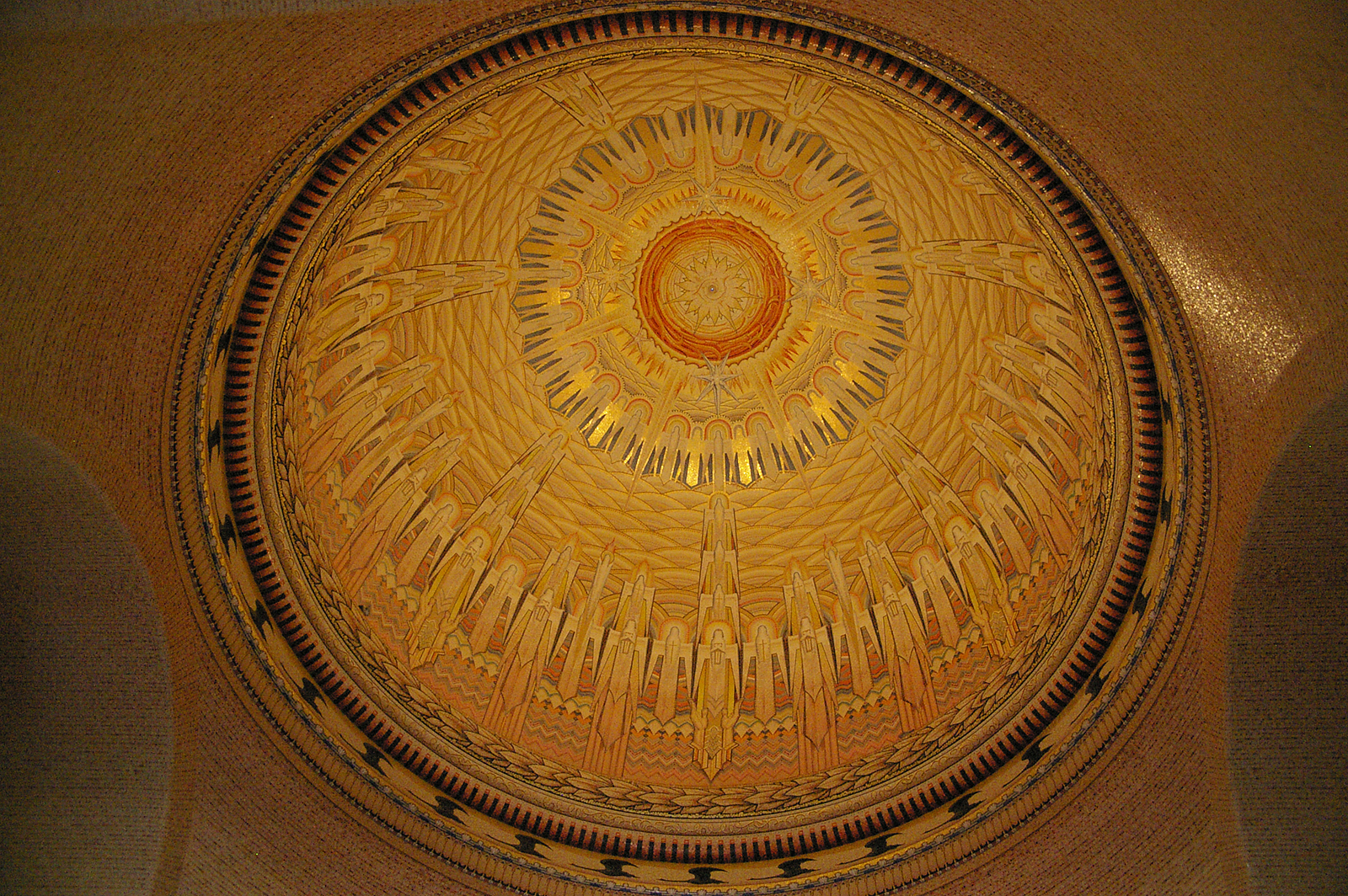
Деталь купола, вид знизу з Залу пам'яті

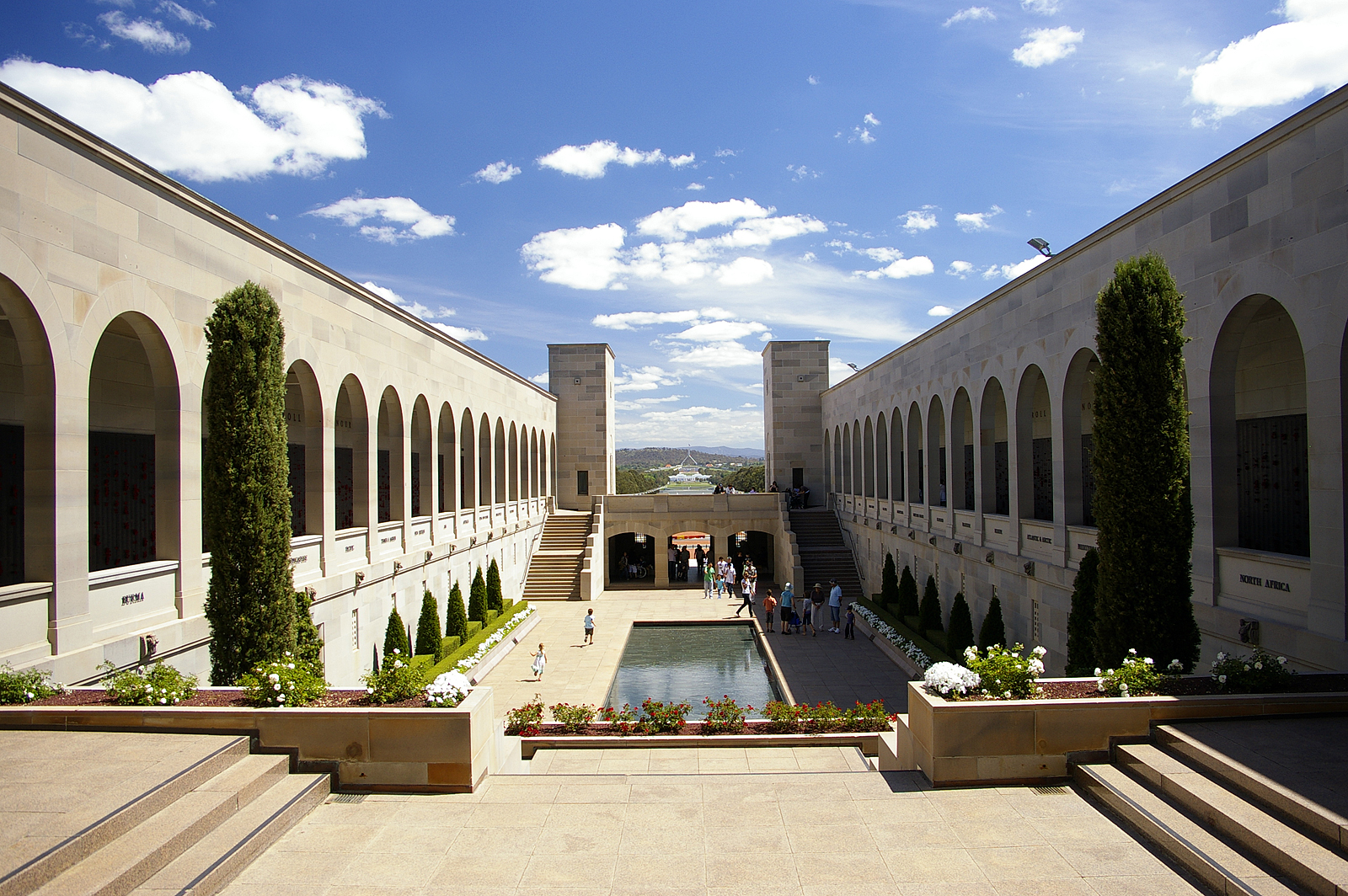
Двір Австралійського воєнного меморіалу

Власне Меморіал розташований на великій галявині в формі шматка пирога в північному кінці бульвару АНЗАК. Меморіальна зона розташована у відкритому центрі будівлі Меморіалу (включаючи галереї по обидва боки і Зал пам'яті під центральним куполом будівлі) і в Саду скульптур в західній частині галявини.
Центром меморіальної зони є Зал пам'яті, невелика восьмикутна в плані висока капела, що завершується куполом. Стіни від підлоги до купола викладені мозаїкою. У капелі знаходиться могила Невідомого австралійського солдата .
Три вікна, східне, західне і південне, прикрашені вітражами, на яких зображені австралійські солдати, чоловіки і жінки. На чотирьох стінах, північно-східній, північно-західній, південно-східній і південно-західній, розташовані мозаїки із зображеннями моряка, жінки-солдата, чоловіки-солдата і льотчика відповідно.
Мозаїки і вітражі виконані австралійським художником Напіер Уоллером, які втратили праву руку в Баллкорте під час Першої світової війни і навчилися писати і працювати лівою рукою. Робота була завершена в 1958 році.
Перед залом пам'яті розташований вузький двір з меморіальним басейном, в центрі якого знаходиться вічний вогонь. Навколо басейну прокладені доріжки і посаджені чагарники, включаючи розмарин, символ пам'яті. Над двором по обидва боки розташований Зал слави - ніші з бронзовими табличками з іменами 102 000 австралійських військовослужбовців, загиблих у військових конфліктах починаючи з Британської суданської експедиції, Другий англо-бурської війни і Боксерської повстання. Стіна західної галереї повністю присвячена загиблим у Першій світовій війні. У східній галереї увічнені імена загиблих у Другій світовій війні і більш пізніх конфліктах.
На табличках вказані тільки імена, без звань чи нагород, оскільки «люди рівні в смерті». Надходять родичі і друзі прикріплюють в щілинах між табличками, поруч з іменами своїх улюблених, квітки маку. До сих пір багато квітів з'являється поруч з іменами загиблих у Першій світовій війні, а іноді і поряд з іменами загиблих у війнах XIX століття.
Невелика виставка в музеї пояснює, що знаменитий Гаррі Морант, учасник Англо-бурської війни, не потрапив в Зал слави, оскільки в дійсності не належав до австралійським збройним силам.
Щодня при закритті Меморіалу проходить церемонія, в ході якої відвідувачі, зібравшись біля входу, можуть почути коротке пояснення екскурсовода і прослухати мелодію «Last Post». За значним датам з галереї, виконуючи «Last Post», спускається волинщик або сурмач.
Меморіальна зона - основне місце в Канберрі, де проводяться церемонії в День АНЗАК і в День пам'яті. На цих церемоніях, як правило, присутні представники Федерального парламенту і іноземних посольств, а також делегації з країн Співдружності. Найбільш представницькою зазвичай буває делегація Нової Зеландії.

## Будівля меморіалу

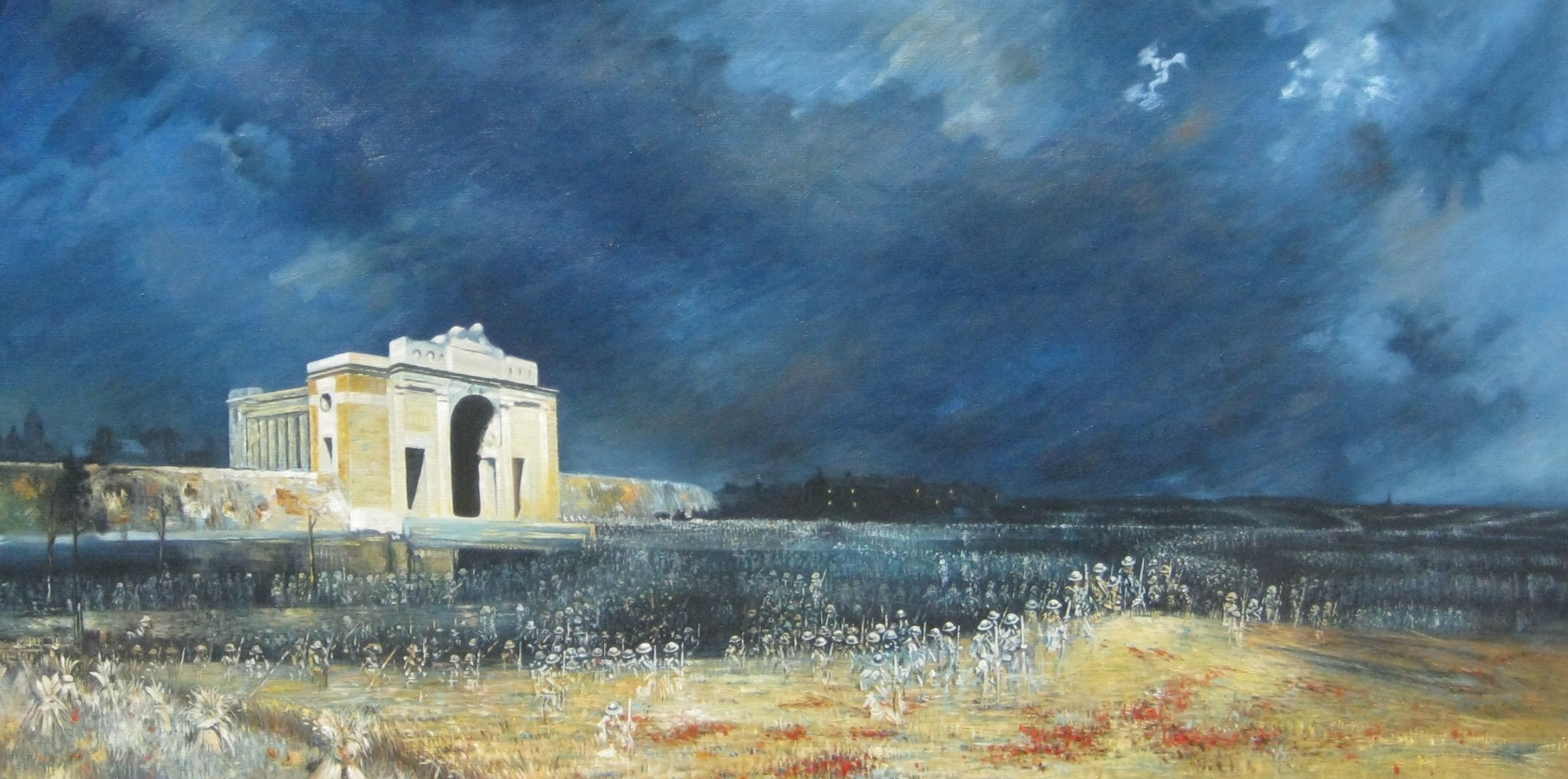
Уілл Лонгстафф. Ворота Менин опівночі, 1927

Меморіал являє собою двоповерхову будівлю, що має в плані форму хреста. Будинок побудований у візантійському стилі з використанням декоративних елементів в стилі ар-деко. У 2001 році до північній частині будівлі була додана нова прибудова - Зал АНЗАК. З метою зберігання виду на будівлю з боку бульвару АНЗАК Зал АНЗАК був заглиблений в землю і закритий стіною.
Верхній поверх в основний присвячений Першої світової (західне крило) і Другої світової (східне крило) війнам. У зоні Першої світової війни зберігається значний обсяг матеріалів, пов'язаних з Дарданелльской операцією. Між двома крилами знаходиться Зал авіації, де виставлено кілька літаків, в основному періоду Другої світової війни.

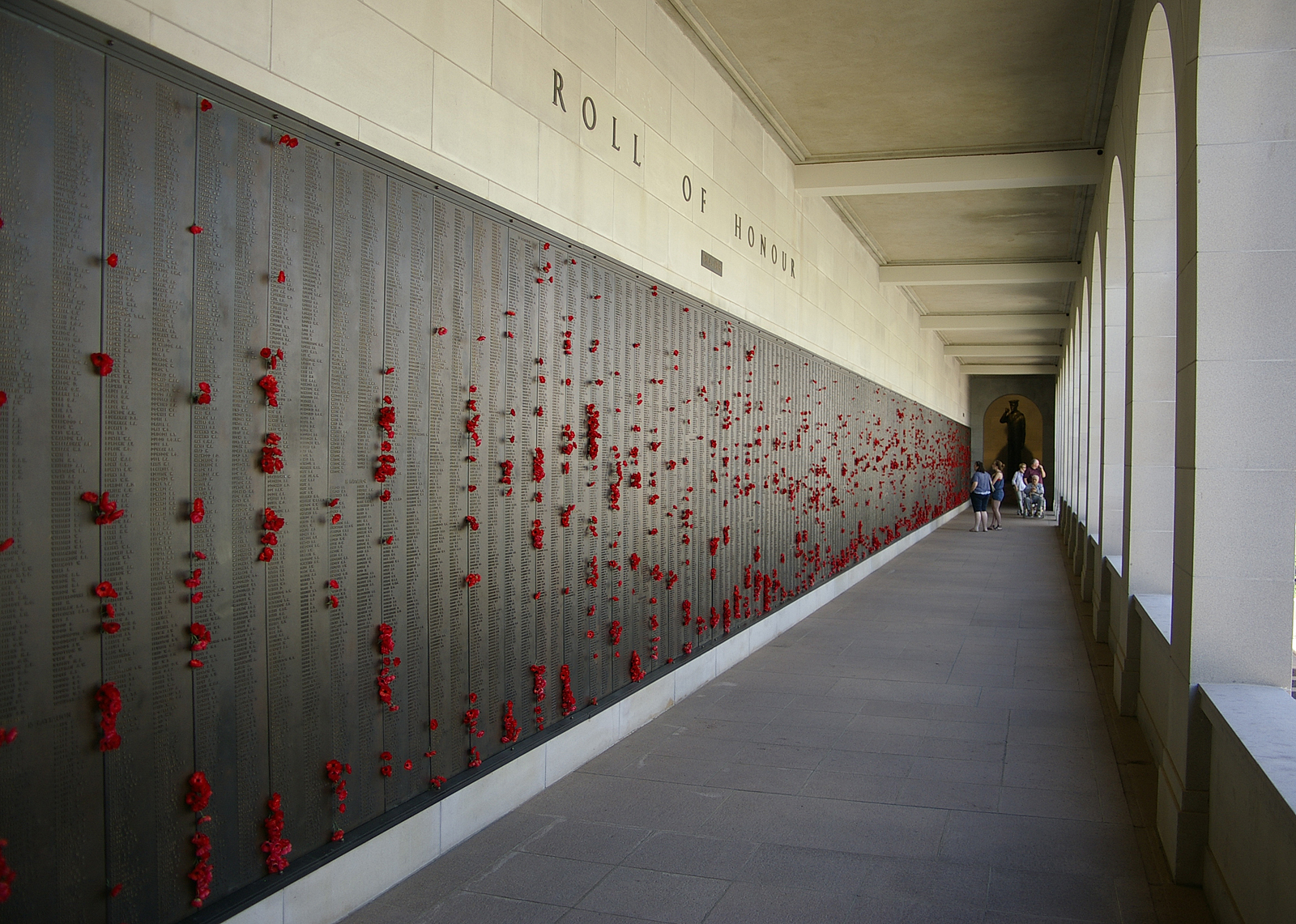
Список загиблих під час Другої світової війни військовослужбовців в Австралійському військовому меморіалі

Також між крилами розташований Зал доблесті, де виставлено 61 Хрест Вікторії з 96 подарованих австралійським солдатам, найбільше в світі зібрання Хрестів Вікторії . Кожному нагородженому Хрестом присвячена індивідуальна експозиція з фотографією, цитатою з нагородних документів і іншими вручений йому орденами і медалями. Родичі нагороджених часто дарують Меморіалу або здають йому на зберігання Хрести з метою забезпечення їх охорони, а також забезпечення громадського визнання їх володарів.
24 липня 2006 роки бізнесмен Керрі Стокс придбав на аукціоні 60-й знак Хреста за рекордну ціну в один мільйон австралійських доларів і передав його для експонування в Залі доблесті. Цим Хрестом був нагороджений капітан Альфред Шаута за рукопашний бій в траншеях Лоун Пайн в турецькому Галліполі. Після цього Меморіал став володарем всіх дев'яти Хрестів Вікторії, якими були нагороджені австралійські військовослужбовці в Дарданелльской операції .
На нижньому поверсі розташовані театр, дослідницька зона, експозиції, присвячені колоніальним конфліктів і воєн після Другої світової війни, а також зона для тимчасових виставок.
Зал АНЗАК - велика прибудова до верхнього поверху меморіалу, що використовується для показу важкого озброєння. Чудові експонати в західній стороні включають бомбардувальник Avro Lancaster, відомий як G for George, японську підводний човен типу А, потоплених в ході нападу на Сідней-Харбор, рідкісні німецькі літаки Me-262 і Me-163, а також відновлений японський винищувач A6M Zero, який брав участь в боях над Новою Гвінеєю. У східній частині виставлені літаки Першої світової війни, серед яких виділяються Royal Aircraft Factory SE5a, Pzalz D.XII і Albatros D.Va.
Будівля Меморіалу велике, з великою колекцією експонатів. Тільки побіжне ознайомлення з експозицією може зайняти цілий день.
На території Меморіалу є сувенірний магазин і два кафе. Одне, розташоване поруч з Залом АНЗАК, називається Лендінг Плейс. Друге, розташоване на невеликій відстані від основної будівлі, називається Аутпост.

## Сад скульптур

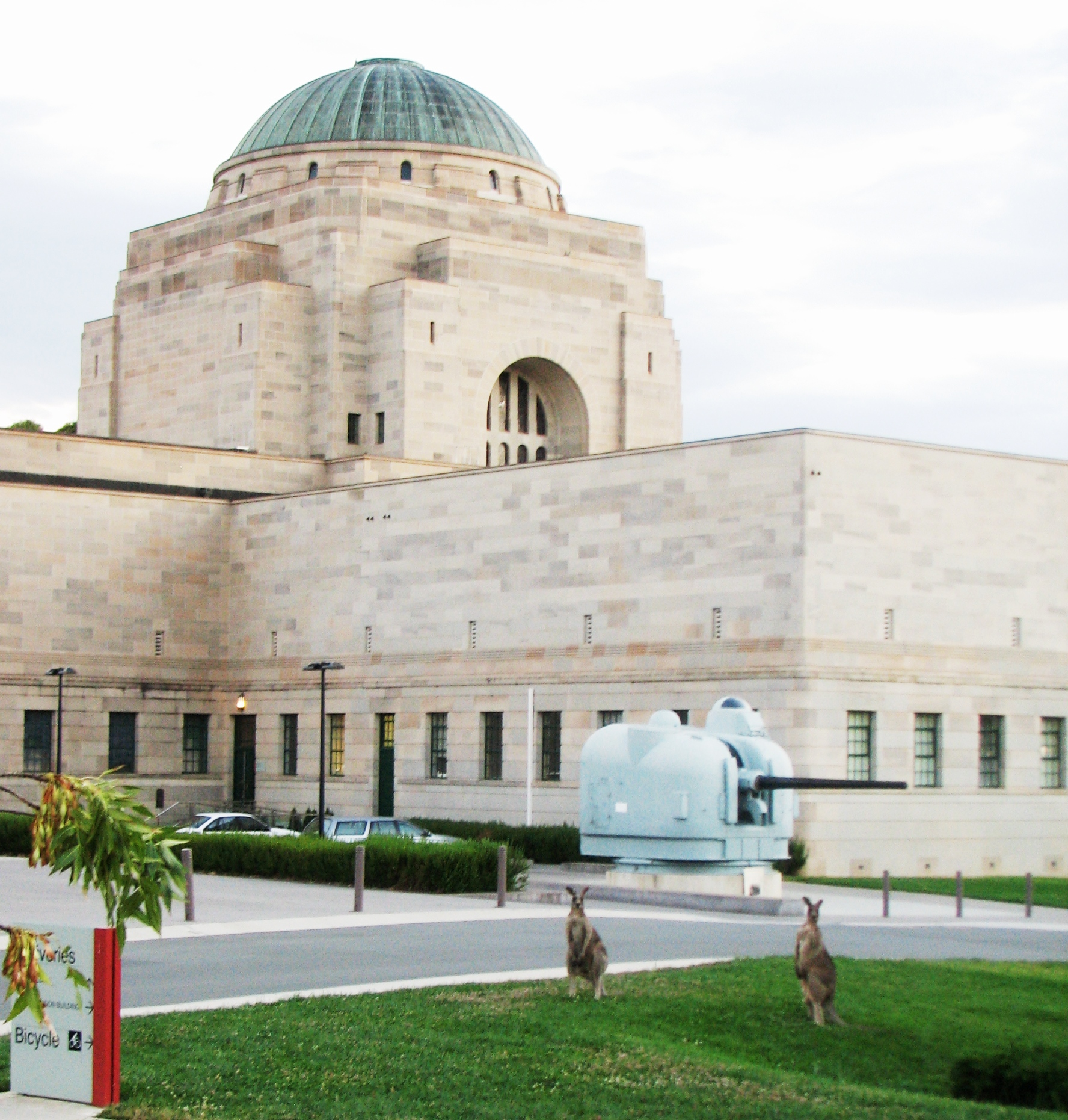
Кенгуру перед корабельної гарматної вежею на тлі купола Залу пам'яті

В саду скульптур на західному газоні Меморіалу знаходиться ряд монументів. Уздовж проходить через сад пішохідної доріжки встановлені бронзові таблички в пам'ять про різні служби, окремих частинах і історичних подіях. Серед скульптур виділяється гігантська фігура австралійського солдата періоду Другої світової війни, яка спочатку перебувала в Залі пам'яті, до того, як туди була поміщена Могила Невідомого Солдата. Також тут знаходяться гарматна башта з есмінця HMAS Brisbane, знаряддя з важкого крейсера HMAS Australia і стовбур Амьєнській гармати - важкої залізничної гармати, захопленої у німців в Першу світову війну .
Ця територія використовується для тематичних виставок під час щорічних відкритих днів Меморіалу. Поруч проводяться літні концерти.